# Сент-Джордж (Канзас)
Сент-Джордж (англ. St. George) — місто (англ. city) в США, в окрузі Поттаватомі штату Канзас. Населення — 1054 особи (2020).

## Географія
Сент-Джордж розташований за координатами 39°11′33″ пн. ш. 96°25′6″ зх. д. / 39.19250° пн. ш. 96.41833° зх. д. (39.192464, -96.418404).  За даними Бюро перепису населення США в 2010 році місто мало площу 1,77 км², з яких 1,76 км² — суходіл та 0,02 км² — водойми.

## Демографія
Згідно з переписом 2010 року, у місті мешкало 639 осіб у 228 домогосподарствах у складі 161 родини. Густота населення становила 360 осіб/км².  Було 255 помешкань (144/км²).
Расовий склад населення:
| - 90,9 % — білих - 1,4 % — корінних американців - 0,9 % — азіатів - 0,3 % — чорних або афроамериканців - 1,4 % — осіб інших рас |

До двох чи більше рас належало 5,0 %. Частка іспаномовних становила 5,8 % від усіх жителів.
За віковим діапазоном населення розподілялося таким чином: 33,2 % — особи молодші 18 років, 59,1 % — особи у віці 18—64 років, 7,7 % — особи у віці 65 років та старші. Медіана віку мешканця становила 30,2 року. На 100 осіб жіночої статі у місті припадало 96,0 чоловіків;  на 100 жінок у віці від 18 років та старших — 98,6 чоловіків також старших 18 років.
Середній дохід на одне домашнє господарство  становив 61 350 доларів США (медіана — 60 250), а середній дохід на одну сім'ю — 64 491 долар (медіана — 66 875). Медіана доходів становила 42 125 доларів для чоловіків та 33 250 доларів для жінок. За межею бідності перебувало 11,2 % осіб, у тому числі 8,0 % дітей у віці до 18 років та 10,4 % осіб у віці 65 років та старших.
Цивільне працевлаштоване населення становило 311 осіб. Основні галузі зайнятості: освіта, охорона здоров'я та соціальна допомога — 28,3 %, будівництво — 16,7 %, публічна адміністрація — 8,7 %, виробництво — 8,7 %.